# Atletismo nos Jogos Olímpicos de Verão de 1900 - 400 m com barreiras masculino
A competição dos 400 metros com barreiras masculino fez parte do programa do atletismo nos Jogos Olímpicos de Verão de 1900. Aconteceu nos dias 14 e 15 de julho. Cinco atletas de quatro países competiram.

## Medalhistas
| Ouro   | USA Walter Tewksbury |
| Prata  | FRA Henri Tauzin     |
| Bronze | CAN George Orton     |

## Resultados

### Eliminatórias
Eliminatória 1
| Pos. | Atleta               | Tempo        |
| ---- | -------------------- | ------------ |
| 1    | USA Walter Tewksbury | 1:01.0       |
| 2    | USA William Lewis    | Desconhecido |
| 3    | BOH Karel Nedvěd     | Desconhecido |

Eliminatória 2
| Pos. | Atleta           | Tempo    |
| ---- | ---------------- | -------- |
| 1    | FRA Henri Tauzin | (1:00.2) |
| 2    | CAN George Orton | (1:00.2) |

### Final
| Pos. | Atleta               | Tempo         |
| ---- | -------------------- | ------------- |
|      | USA Walter Tewksbury | 57.6 s        |
|      | FRA Henri Tauzin     | 58.3 s (est.) |
|      | CAN George Orton     | Desconhecido  |
| —    | USA William Lewis    | DNS           |